# Ali Kelmendi
Pour les articles homonymes, voir Kelmendi.
Ali Kelmendi (1er mai 1900 dans la ville de Peć au Kosovo dans l'Empire ottoman - 11 février 1939 à Paris 14e) était un Albanais du Kosovo, communiste, organisateur du mouvement communiste en Albanie.

## Biographie
En 1924, Ali Kelmendi participe à la "Résurgence" de l'Albanie avec le premier ministre Fan Noli. Après la chute du régime de Fan Noli est décembre 1924, il émigra en Italie, puis par la suite, en Autriche et enfin en Union soviétique. Là, il rejoignit le groupe des Albanais communistes affilié à la Confédération des partis communistes des Balkans appartenant à l'Internationale communiste.
En 1930, l'Internationale communiste en Albanie a choisi Ali Kelmendi en tant qu'organisateur du mouvement communiste albanais et créateur du parti communiste albanais. Il a également fait un travail d'organisation au Kosovo. Ali Kelmendi a été arrêté à plusieurs reprises et en septembre 1936, il dut s'exiler. Nombre d'Albanais sont alors installés en France, notamment dans la région lyonnaise où ils se regroupent dans une "Société fraternelle des Albanais de Lyon" (juillet 1934 - mai 1939, président : Thimjo Tomas, secrétaire : Kosma  Nusci) qui publie des périodiques en langue albanaise, Sazani et Populli. Ali Kelmendi est en contact avec ces réfugiés : certains le rejoindront outre Pyrénées se battre contre Franco.
Ali Kelmendi participa donc à la guerre d'Espagne dans les brigades internationales. En 1939, il édite un journal de propagande en France destiné aux militants communistes albanais.
Il meurt en France le 11 février 1939 de la tuberculose.

## Sources
- La biographie en Albanie sous le régime communiste, p. 40